# 제임스 모가

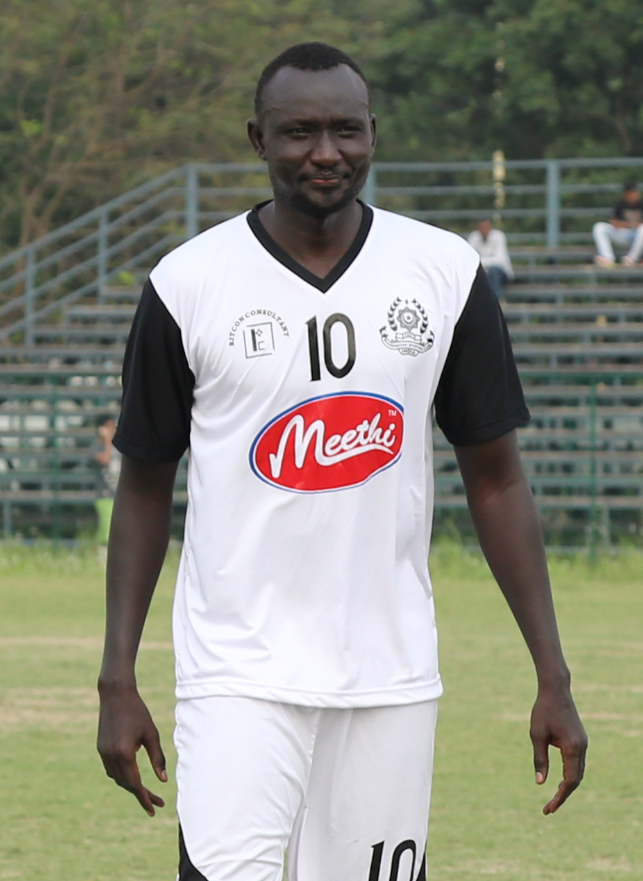

제임스 조지프 사이드 모가(영어: James Joseph Saeed Moga, 1983년 6월 14일 ~)는 남수단의 전 프로 축구 선수로, 공격수로 활약했으며, 국제적으로 수단과 남수단을 대표했다. 그는 18경기에 출전하여 6골을 넣은 남수단의 역대 최고 골잡이이다.

## 생애
모가는 1983년 6월 14일 남수단(당시 수단)과 우간다의 북쪽 접경 지역인 니물레에서 태어났다.

## 클럽 경력

### 스포르팅 고아
그는 2011-12 시즌 I-리그의 스포르팅 클루베 데 고아와 계약하였고, 그는 스포르팅 고아에서 최다 득점자 중 한명이었다. 푸네 FC를 비롯한 많은 인도의 축구 클럽은 그의 거의 모든 경기에서의 놀라운 득점 능력 때문에 다음 시즌 영입을 하려고 했다.

### 푸네
2012년 6월 3일 모가는 I리그 푸네 FC와 1년 계약을 맺는 조건으로 공식적으로 입단하였다. 2012년 12월 15일 네우루 경기장에서 열린 뎀포 SC와의 경기에서 2골을 득점하여 5-1로 승리하면서 리그 우승을 달성했다. 12월 22일에는 프레이악 유나이티드와의 경기에서 1골을 넣으며 2-1로 승리하였다.

### 이스트 벵골
2013년 6월 모가는 콜카타 자이언츠 이스트 벵골과 1년 계약을 맺었다. 2013년 9월 24일 모가는 2013년 AFC컵 8강전에서 인도네시아의 축구 팀인 세멘 파당을 상대로 골을 성공시켜 2-1로 승리하였다. 이 경기에서 승리하여 이스트 벵골은 인도 축구 역사상 최초로 AFC컵 준결승전에 진출한 팀이 되었다.

## 국제 대회 경력
모가는 케나의 축구 팀인 터스커 FC를 상대로 남수단 축구 국가대표팀의 첫 골을 성공시키면서 2002년과 2006년 월드컵 예선 경기에서 국가 대표로 뛰었던 수단으로부터의 독립을 축하하였다. 그는 남수단 사상 최초의 공식적인 국제 경기에서 우간다를 상대로 첫 번째 골을 기록하였고, 경기는 2-2로 비겼다.